# Murallas servianas

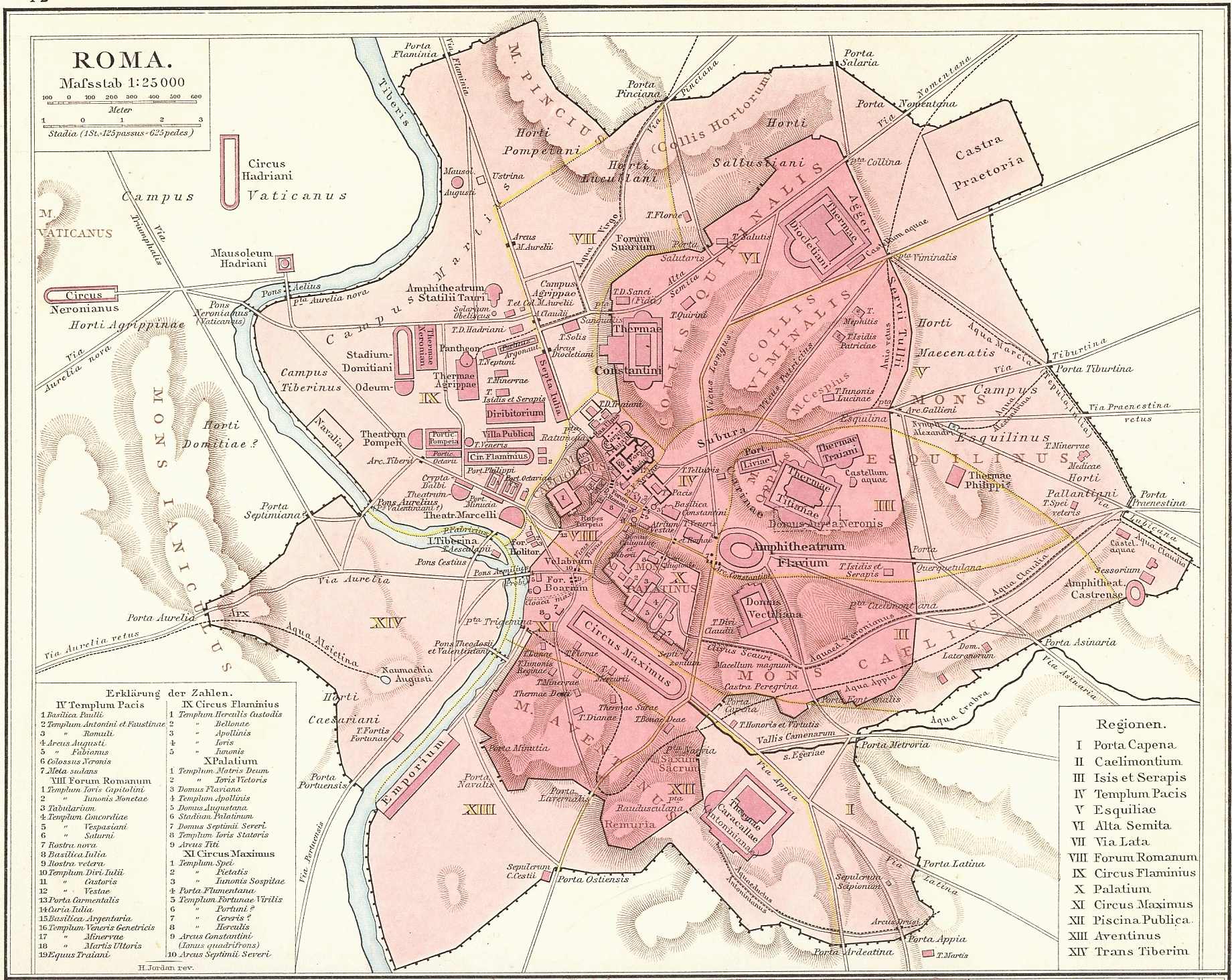
Los límites de las Murallas servianas, y la ciudad de Roma dentro de ellas, en rosa oscuro. En rosa claro, los límites de las murallas Aurelianas.

Las Murallas servianas (en latín: Murus Servii Tullii) eran una barrera defensiva construida alrededor de la ciudad de Roma al principio del siglo IV a. C. Las murallas tenían una anchura de 3,6 metros y una longitud de unos 11 kilómetros, con más de una docena de puertas.
El nombre hacía honor al Rey de Roma, Servio Tulio. Aunque el trazado parece datar del siglo VI a. C. los restos actuales que se conservan datan del periodo final de la República romana, como prevención tras el saqueo de Roma posterior a la batalla de Alia durante la primera invasión gala de la península italiana. Los galos, al parecer, tuvieron un fácil acceso a la ciudad, posiblemente porque los etruscos les obligaron a desmantelar las defensas que mantenían.

## Estructura e historia
Las murallas fueron construidas con grandes bloques de toba volcánica. Algunas secciones incorporaban una profunda fosa para aumentar la defensa. En la parte norte se combinaba con rampas defensivas de tierra, lo que permitía incrementar el grosor del muro y, a los defensores, tener en el interior una plataforma para repeler cualquier ataque. El conjunto tenía armas defensivas importantes, incluidas catapultas.
Las murallas fueron obstáculo suficiente para contener el formidable ataque de Aníbal en 211 a. C. durante la segunda guerra púnica. La muralla se mantuvo casi idéntica al final de la República y en los inicios del Imperio, para ser posteriormente ampliada para recoger los distintos distritos en que Augusto dividió la ciudad tras su crecimiento.

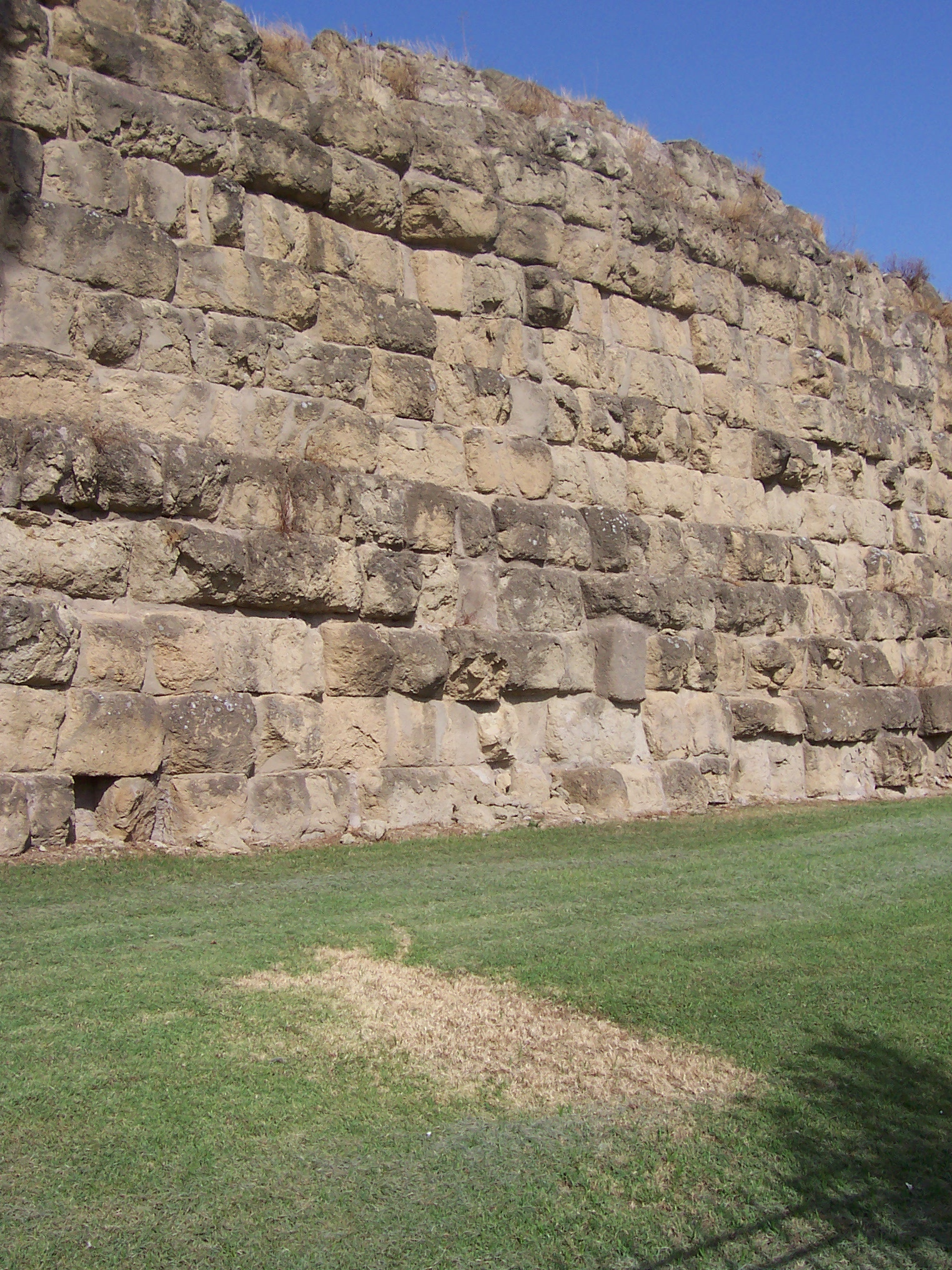
Parte de las Murallas servianas vistas desde la Estación Termini de Roma.

No obstante, con la extensión del Imperio y la seguridad de la ciudad, dado que las fronteras se extendían por todo el Mediterráneo, las murallas perdieron su utilidad. Esto, unido al incremento notable de la extensión territorial de Roma, tuvo como efecto que parte de las murallas fueran derribadas para permitir el acceso a los nuevos barrios. Cuando en el siglo III la ciudad fue atacada por tribus bárbaras, el emperador Aureliano se vio obligado a defender la ciudad con unos nuevos muros.
Algunas secciones de las Murallas servianas son visibles en distintos puntos de Roma. Las mejor conservadas y más grandes secciones se encuentran preservadas en la estación Termini y en el Monte Aventino.

## Puertas de las Murallas Servianas
Las puertas que se considera existieron en algún momento en las Murallas Servianas, en el sentido de las agujas del reloj, son:

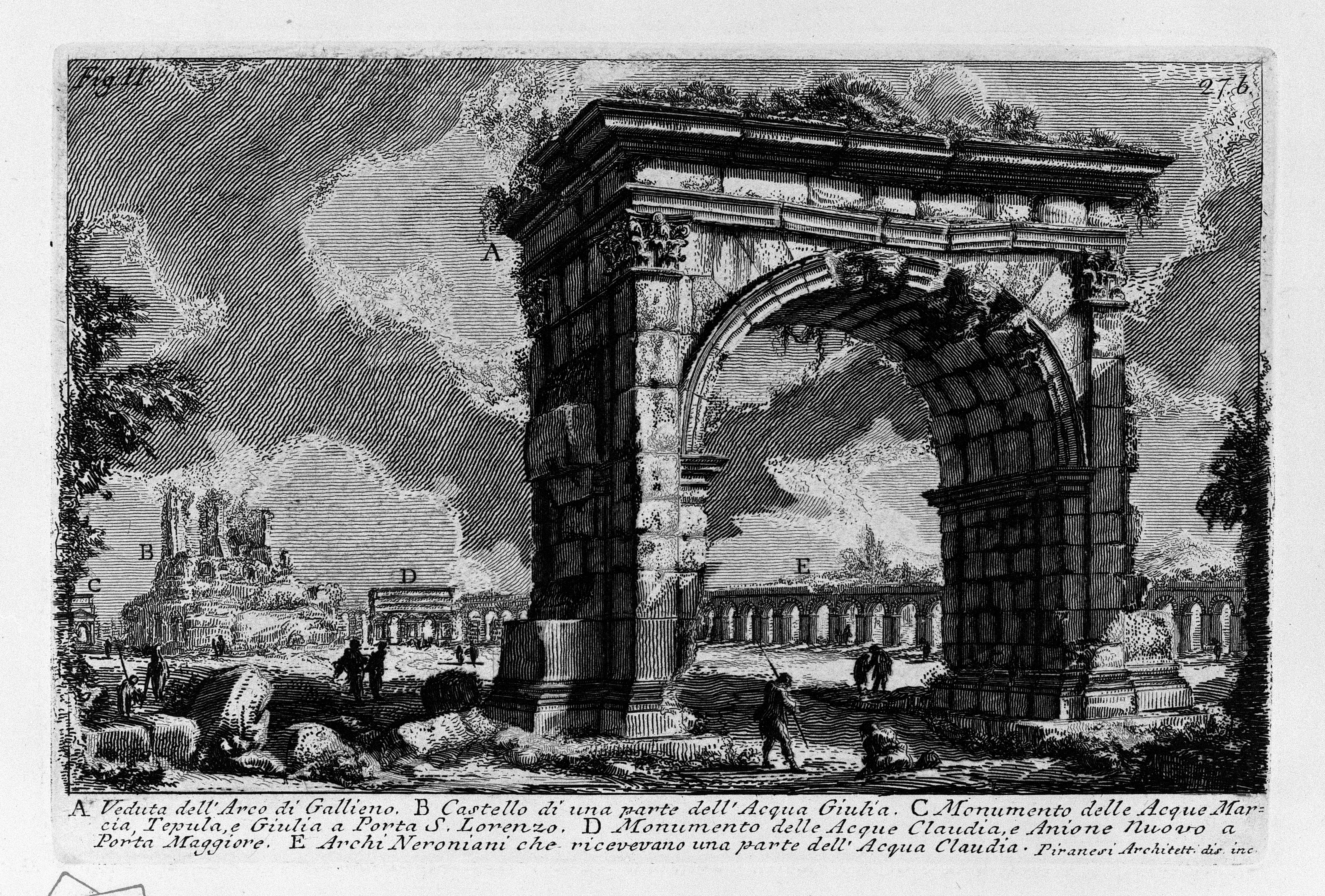
La Porta Esquilina. Fantasía de Giovanni Battista Piranesi.

- Porta Flumentana – desde la Vía Aurelia, cruzaba Roma después de atravesar el Tíber.
- Porta Carmentalis – en la parte occidental de la Colina Capitolina.
- Porta Fontinalis – se dirigía desde el norte de la Colina Capitolina a través del Campo de Marte a lo largo de la Vía Lata.
- Porta Sanqualis – en el Quirinal.
- Porta Salutaris – en el Quirinal.
- Porta Quirinalis – en el Quirinal.
- Porta Collina – la puerta más al norte, en el Quirinal, desde la Vía Salaria. En este lugar acampó Aníbal en el asedio de la ciudad en 211 a. C.
- Porta Viminalis – en el Viminal. Esta es la parte que se conserva y es visible desde la estación Termini.
- Porta Esquilina – en el Esquilino, todavía visible, donde se construyó más tarde el arco del emperador Galieno; da a la Vía Labicana, Vía Praenestina y la Vía Tiburtina.
- Porta Querquetulana – da a la Vía Tusculana.
- Porta Celimontana – esta puerta se preserva por el arco de Publius Cornelius Dolabela, reconstruido en 10 a. C.
- Porta Capena – la puerta por la que la Vía Apia abandonaba Roma camino al sur de Italia después de separarse de la Vía Latina.
- Porta Naevia – en el Monte Aventino, daba a la Vía Ardeatina.
- Porta Raudusculana – se dirigía al sur, a lo largo del Tíber y la Vía Ostiensis.
- Porta Lavernalis – unida a la Vía Ostiensis.
- Porta Trigemina – una puerta triple cerca del Foro Boario, también da a la Vía Ostiensis.